# Весняне (Мелітопольський район)
Весня́не — село в Україні, у Якимівській селищній громаді Мелітопольського району Запорізької області. Населення становить 235 осіб. До 2017 орган місцевого самоврядування — Горьківська сільська рада.

## Географія
Село Весняне розташоване за 7 км від селища Кошове.

## Історія
1932 — Дата заснування.
12 червня 2020 року, відповідно до розпорядження Кабінету Міністрів України № 713-р «Про визначення адміністративних центрів та затвердження територій територіальних громад Запорізької області», увійшло до складу Якимівської селищної громади.
17 липня 2020 року, в результаті адміністративно-територіальної реформи та ліквідації Якимівського району, село увійшло до складу Мелітопольського району.
Село тимчасово окуповане російськими військами 24 лютого 2022 року.

## Населення
За даними перепису населення 2001 року, у селі мешкало 235 осіб. Мовний склад населення був таким:
| Мова       | Число ос. | Відсоток |
| ---------- | --------- | -------- |
| українська | 192       | 81.70    |
| російська  | 41        | 17.45    |
| білоруська | 1         | 0.43     |
| гагаузька  | 1         | 0.43     |